# والک
والک یا سیر وحشی یا سیر خرس (نام علمی: Allium ursinum) گیاهی است از راسته مارچوبه‌سانان، تیره نرگسیان، زیرتیره پیازیان از سردهٔ سیر (Allium)، هم‌خانواده با پیاز کوهی. 
این گیاه کاربرد خوراکی دارد (مانند والک پلو در ایران و سوپ و پستو در اروپا) ولی به سادگی با گیاهان سمی مانند زعفران مرغزار و موگه اشتباه گرفته می‌شود که هر ساله جان چند نفر را به خطر می‌اندازد.
والک از گیاهان آوندی (Tracheobionta) است.

## پراکنش
همه اروپا به جز منطقه مدیترانه، آسیای کوچک، قفقاز، نوار کوهستانی البرز ساوجبلاغ در ایران، سیبری تا کامچاتکا.همچنین در مناطق غربی و کوهستانی ایران نیز پراکنده است که در زبان محلی به آن کیل خرونَه میگویند.

## نگارخانه

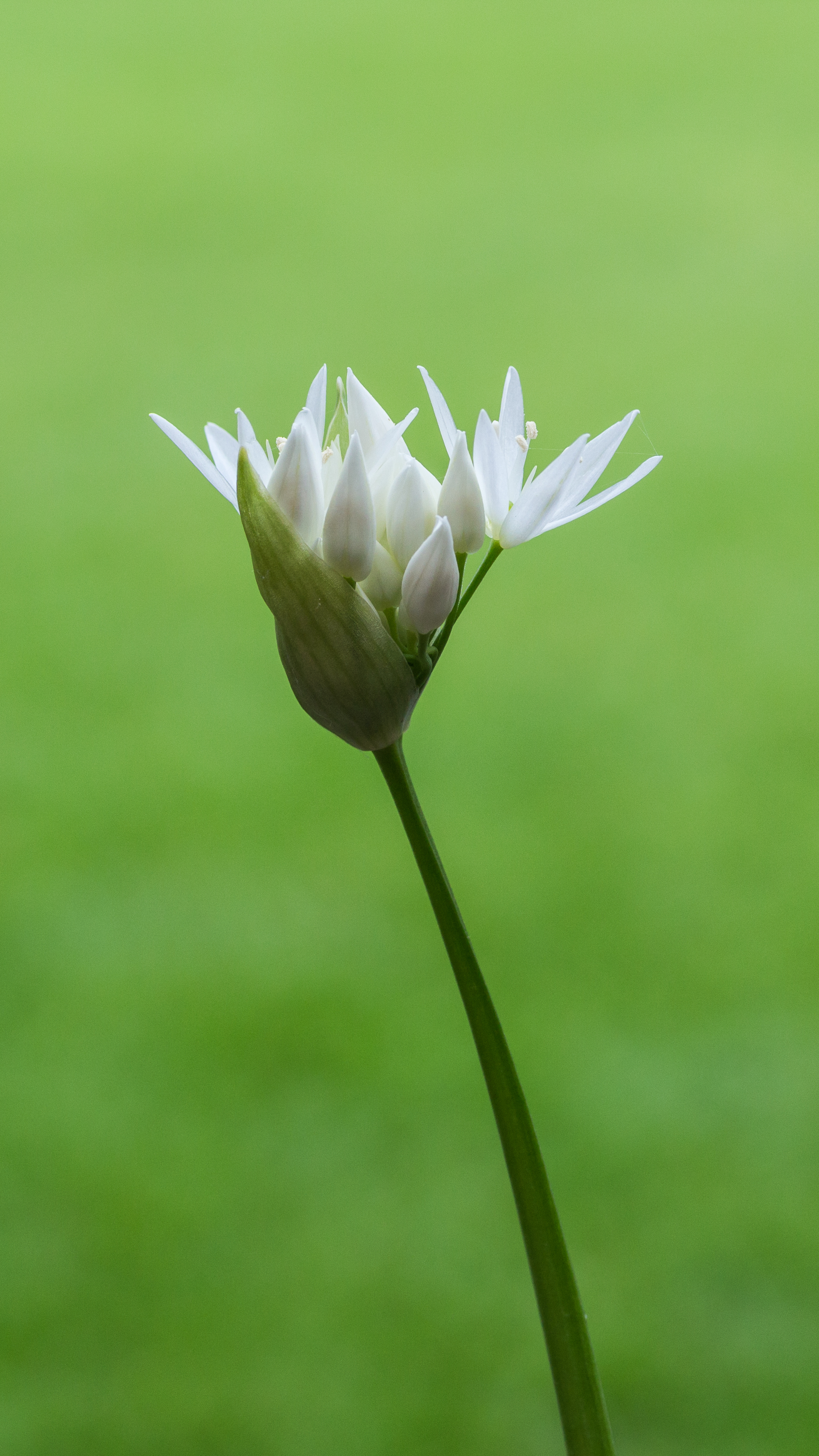
در حال شکفتن
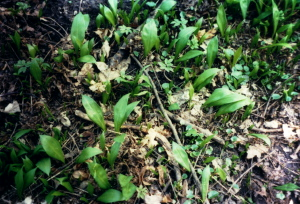
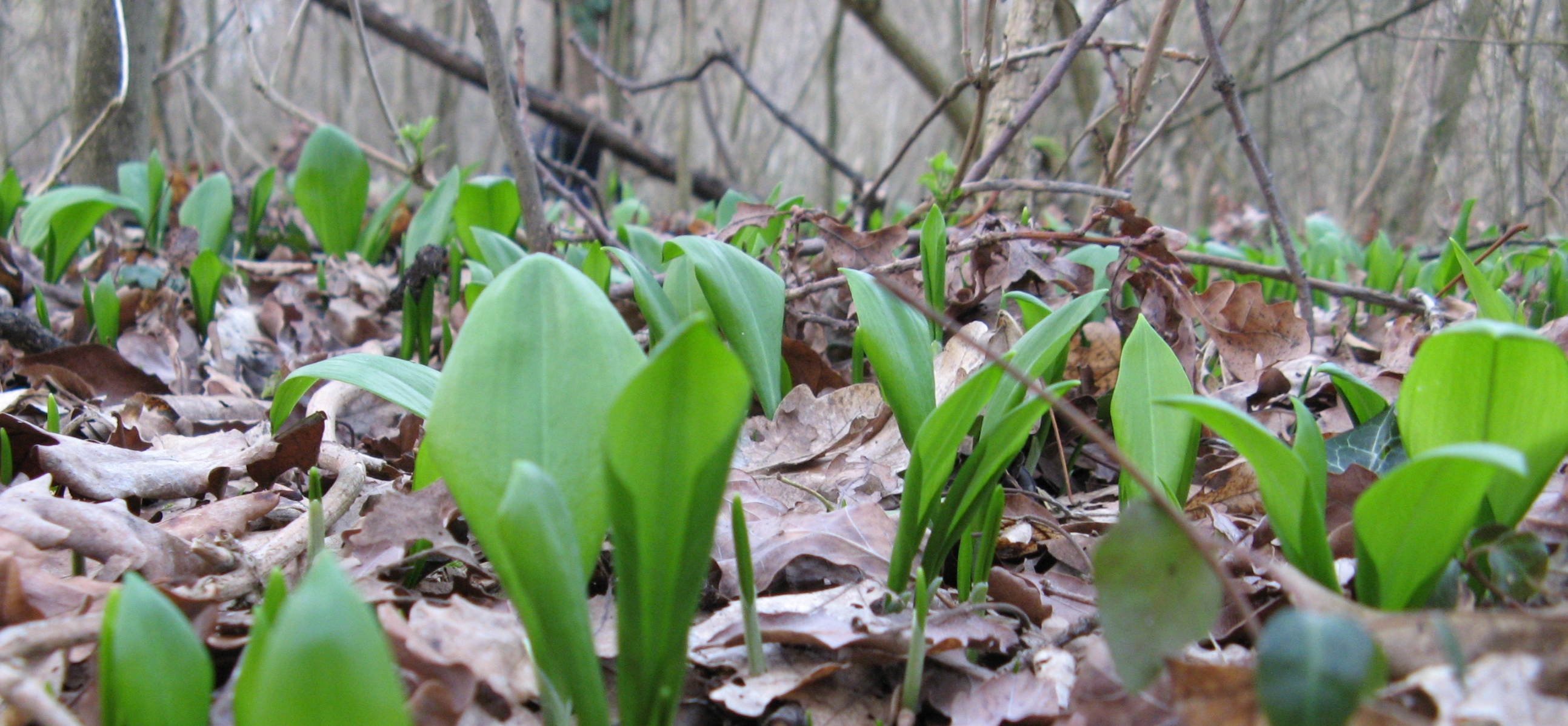
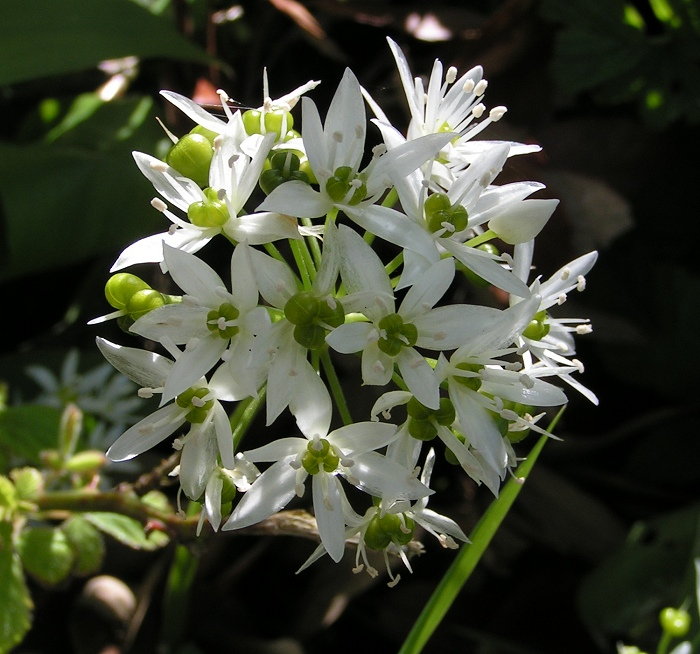
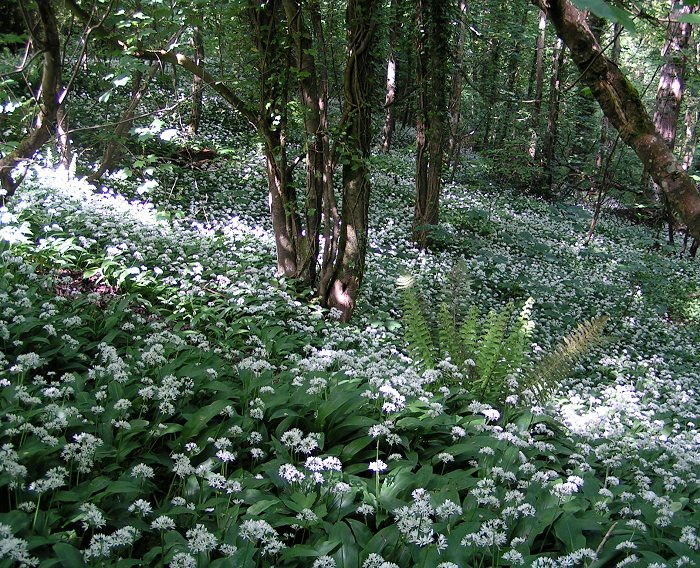